# Pocinho (Candelária)

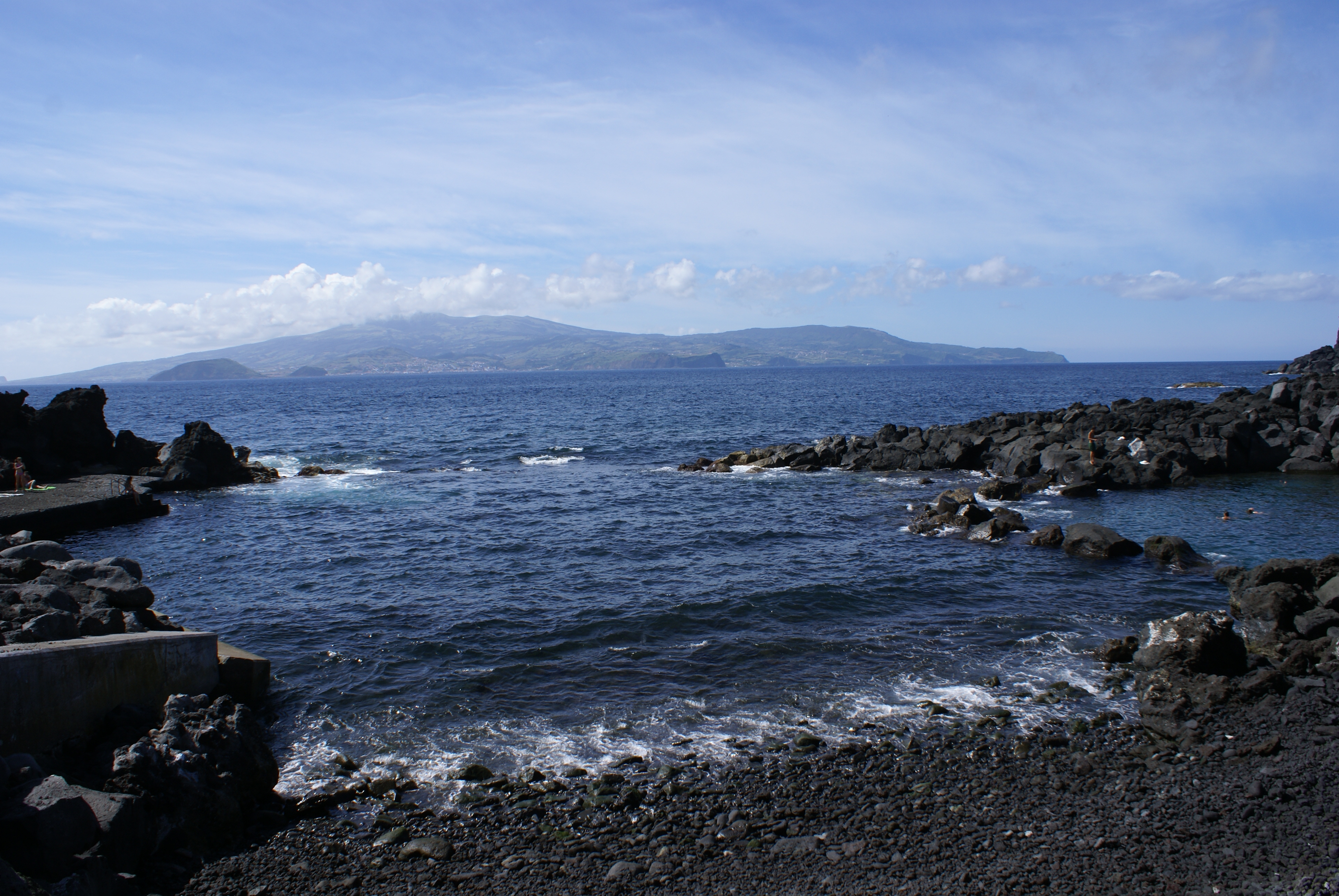
Baía do Pocinho, vista parcial. a ilha do Faial do outro lado do Canal.

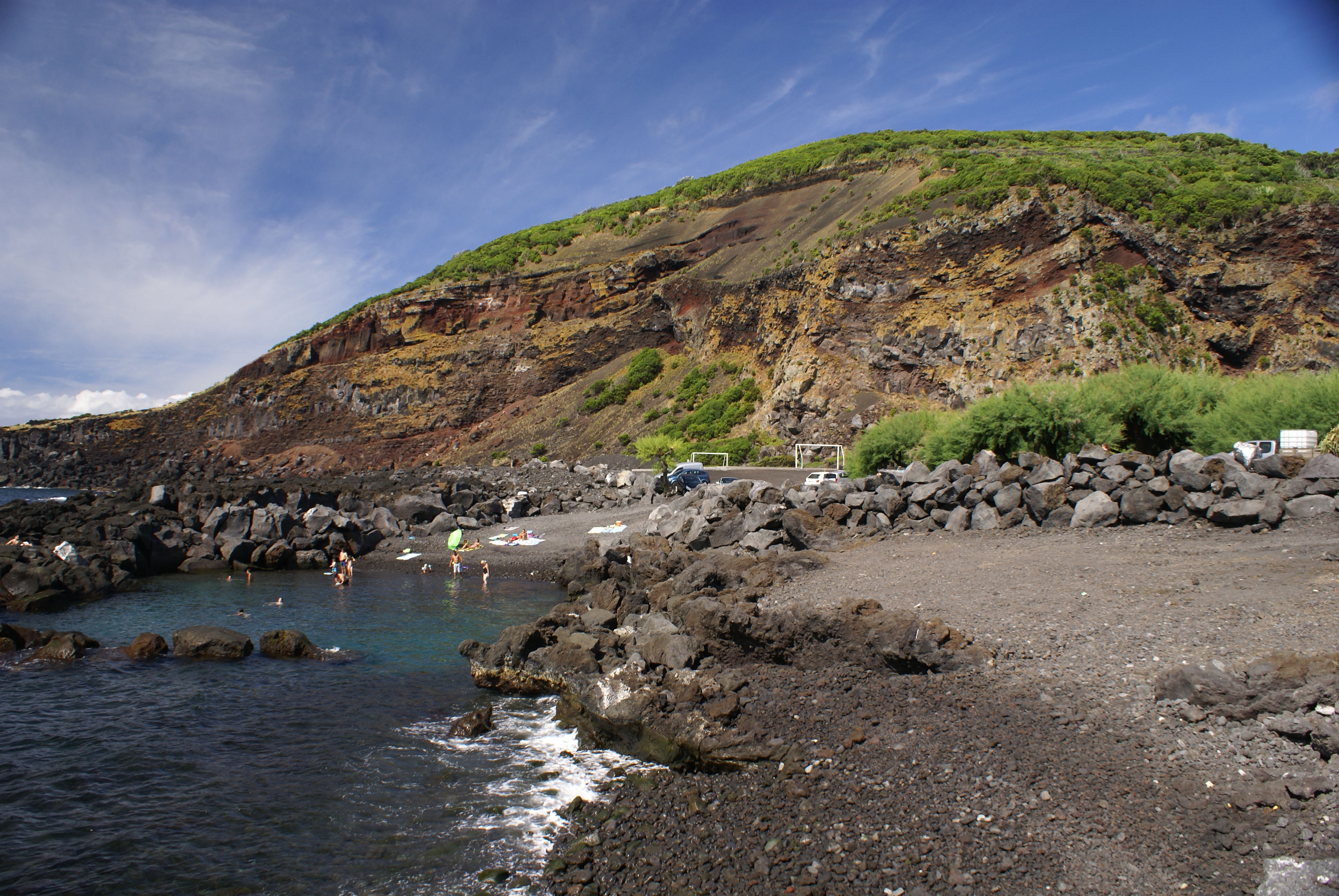
Praia da Baía do Pocinho, Pocinho (Candelária), zona balnear, aspectos.

O Pocinho é um povoado português localizado ao lugar do Monte, freguesia da Candelária, concelho da Madalena do Pico, ilha do Pico, arquipélago dos Açores. 
Nesta localidade existe uma zona balnear muito peculiar pela sua envolvência paisajistica profundamente marcada pelas areias e pelas altas arribas de origem vulcânica. A zona balnear encontra-se envolta numa rica e variada floresta Laurissilva, típica da Macaronésia.
Dado o seu exotismo e também por se encontrar dentro da área de Paisagem da Cultura da Vinha da Ilha do Pico, encontra-se na lista de trilhos pedestres da ilha do Pico.